# Ruceaikî, Novhorodka
Ruceaikî (în ucraineană Ручайки) este un sat în comuna Kuțivka din raionul Novhorodka, regiunea Kirovohrad, Ucraina.

## Demografie
Componența lingvistică a localității Ruceaikî
     Ucraineană (96,15%)
     Rusă (2,8%)
     Alte limbi (1,05%)
Conform recensământului din 2001, majoritatea populației localității Ruceaikî era vorbitoare de ucraineană (96,15%), existând în minoritate și vorbitori de rusă (2,8%).